# شهرستان کنستانتینوفسکی (استان روستوف)
شهرستان کنستانتینوفسکی (به لاتین: Konstantinovsky District) یک شهرستان در روسیه است که در استان روستوف واقع شده‌است.